# حارة بير الزقار (صنعاء)
حارة بير الزقار هي إحدى حارات حي الثورة بمديرية الثورة إحد مديريات العاصمة اليمنية صنعاء، بلغ تعداد سكانها 4325 نسمة حسب تعداد اليمن لعام 2004.